# Per Nyström (landshövding)
Per Ingvar Nyström, född 21 november 1903 i Västerlanda församling i Göteborgs och Bohus län, död 3 oktober 1993 i Örgryte församling i Göteborgs och Bohus län, var en svensk historiker och ämbetsman. Han var landshövding i Göteborgs och Bohus län 1950–1971.

## Biografi

### Historiker
Efter realskolestudier vid Göteborgs Västra realskola började Nyström 1919 vid Högre latinläroverket i Göteborg, där han 1923 avlade studentexamen som helklassiker. Läsåret 1923–1924 studerade han vid Göteborgs högskola och från höstterminen 1924 vid Lunds universitet, där han studerade historia för professor Lauritz Weibull[källa behövs] samt blev filosofie magister 1931 och filosofie licentiat 1936. Han erhöll 1956 filosofie doktorsgrad vid Lunds universitet efter att ha disputerat med en avhandling om den svenska manufakturindustrins utveckling under 1600- och 1700-talen, varvid han visade på statens betydelse för industrialiseringens första skeden.[källa behövs] År 1986 erhöll han professors namn.
Per Nyström bröt med Weibulls historisk-kritiska metod och utvecklade ett historiematerialistiskt synsätt i Marx efterföljd i en rad uppmärksammade artiklar i de akademiska tidskrifterna Scandia och Ateneum. Nyström representerade en reformistisk tolkning av marxismen inom den svenska socialdemokratin. Han var redaktör för Lundagård. Nyström grundlade under åren i Lund en nära vänskap med Tage Erlander.[källa behövs]

### Ämbetsman
Per Nyström lämnade en akademisk bana för att 1939–1942 vara ombudsman i Svenska Bankmannaförbundet. Han var sakkunnig i Socialdepartementet 1943–1945, varpå han var statssekreterare där 1945–1950. Under sin tjänstgöring vid departementet spelade han en viktig roll för utformningen av Gustav Möllers socialdemokratiska generella välfärdspolitik.[källa behövs] Han var medarbetare på Aftontidningen 1942–1945. Nyström var landshövding i Göteborgs och Bohus län 1950–1971 och som sådan drev han bland annat igenom etableringen av ett petrokemiskt centrum i Stenungsund.[källa behövs] Han var därtill civilbefälhavare i Västra civilområdet 1955–1971.

### Övriga uppdrag och ledamotskap
Nyström var ordförande i styrelsen för Handelshögskolan 1950–1961, ordförande i styrelsen för Göteborgs högskola 1951–1954, ordförande i Radionämnden 1951–1964 och ordförande i styrelsen för Byggmästarnes Material AB 1974–1984. Han var ordförande för Göteborgs Kungliga Segelsällskap 1952–1961 och var ledamot av styrelsen för Göteborgs museer 1957–1967.[källa behövs] Åren 1957–1976 var han ordförande i Sveriges skeppshypotekskassa, statens lånenämnd för den mindre skeppsfarten.
Nyström invaldes som ledamot av Kungliga Vetenskaps- och Vitterhetssamhället i Göteborg 1952 och som ledamot av Kungliga Samfundet för utgivande av handskrifter rörande Skandinaviens historia 1964.
Nyström har fått en trappa i centrala Göteborg uppkallad efter sig, Per Nyströms trappa, vilken namngavs vid en ceremoni den 9 juni 1999, då landshövding Göte Bernhardsson höll ett minnestal.

### Släkt och familj
Per Nyström kom från en gammal bondesläkt i trakterna av Falan, nordost om Falköping. Hans far lämnade gården på 1880-talet och sökte sig till Göteborg, där han utexaminerades från folkskoleseminariet 1889. Därefter slog han sig ned som lärare i Västerlanda.
Per Nyström var son till Per Edvin Nyström (1865–1954), folkskollärare, korrespondent och så kallad radskrivare i dagspressen, och Margareta Nyström, född Börjesson (1882–1964). Syskon var Inga Forser (1905–1997), docent Åke Nyström (1906–1999) och direktör Tage Nyström (1913–1988).
Per Nyström gifte sig första gången 1937 med filosofie magister Inga Haglund (1907–1968), dotter till folkskolläraren August Haglund och Ingrid Haglund, född Jönsson. De fick barnen adjunkten Åsa Bergström (född 1938), arkitekten Per Nyström (född 1941) och juristen Sven Nyström (född 1945). Efter sin första hustrus död 1968 och pensionering från landshövdingeämbetet 1971 gifte han sig andra gången 1974 med museichefen Lili Kaelas (1919–2007) i hennes andra gifte.
Per Nyström är begravd på Västerlanda kyrkogård.